# Zalotka większa
Zalotka większa (Leucorrhinia pectoralis) – gatunek ważki z rodziny ważkowatych (Libellulidae). Występuje w Eurazji – od kontynentalnej Europy Zachodniej po Nizinę Zachodniosyberyjską i Ałtaj, bardzo lokalnie po Turcję, Gruzję ́i Armenię. Występuje w prawie całej Polsce, oprócz większej części obszarów górskich; imagines latają od maja do lipca. Długość ciała 36–43 mm, rozpiętość skrzydeł 58–66 mm. Pterostygma czarna. Na odwłoku samców występuje wyraźna żółta plama. Osobniki dorosłe żywią się owadami, a larwy drobnymi bezkręgowcami wodnymi.
Na terenie Polski gatunek ten jest objęty ścisłą ochroną gatunkową.